# نورمان جاكوب
نورمان جاكوب (بالإنجليزية: Norman Jacob)‏ (9 يوليو 1901 في المملكة المتحدة - 12 مارس 1970 في المملكة المتحدة) هو لاعب كريكت بريطاني. لعب مع نادي مقاطعة غلاموركن للكريكت ‏.